# HD 132475
HD 132475 (HIP 73385 / SAO 183072) es una estrella en la constelación de Libra situada visualmente a 48 minutos de arco de 33 Librae.
De magnitud aparente +8,57, no tiene denominación de Bayer ni número de Flamsteed, siendo conocida por su número de catálogo de Henry Draper o Hipparcos.
HD 132475 se encuentra a 300 años luz del sistema solar.
Aparece catalogada en la base de datos SIMBAD con tipo espectral F5/F6V y tiene una temperatura efectiva de 5808 ± 57 K.
El valor de su diámetro angular —0,177 milisegundos de arco— permite evaluar su diámetro real, un 75% más grande que el del Sol.
Gira sobre sí misma con una velocidad de rotación de 5,0 km/s.
HD 132475 presenta un contenido relativo de hierro extremadamente bajo, en torno al 3% del valor solar.
Los contenidos de sodio, cromo y níquel son comparables al de hierro, pero elementos como magnesio, silicio o calcio, aun siendo mucho menos abundantes de que en nuestra estrella, son relativamente menos escasos.
De menor masa que el Sol —aproximadamente 0,7 masas solares— es una estrella muy antigua cuya edad puede superar los 13.000 millones de años.
Todos estos parámetros indican que HD 132475 es una estrella del halo, siendo además considerada una «estrella α-alta»; éstas son viejas estrellas de disco e incluso del núcleo, «aceleradas» a cinemáticas de halo por la fusión de galaxias, aunque también pueden ser aquellas primeras estrellas formadas en el colapso de la nube de gas proto-galáctica.